# گوهرمرغ‌های کاکلی
گوهرمرغ‌های کاکلی (نام علمی: Ampelion) یک سرده از پرندگان گنجشک‌سان از خانواده گوهرمرغان است. این سرده شامل گونه‌های زیر است:
| نگاره | نام علمی                | نام رایج           | پراکندگی                               |
| ----- | ----------------------- | ------------------ | -------------------------------------- |
|       | Ampelion rubrocristatus | جواهرمرغ کاکل‌قرمز  | بولیوی، کلمبیا، اکوادور، پرو و ونزوئلا |
|       | Ampelion rufaxilla      | جواهرمرغ کاکل‌بلوطی | بولیوی، کلمبیا، اکوادور و پرو          |